# Sascha Müller
Sascha Müller (Volketswil, 28 februari 1970) is een Zwitsers voormalig voetballer en voetbalcoach die speelde als middenvelder.

## Carrière
Müller startte in de jeugd van FC Brüttisellen maar maakte zijn profdebuut voor FC Winterthur. Na twee seizoenen vertrok hij naar FC St. Gallen, waar hij maar één seizoen bleef om het jaar erop uit te komen voor FC Luzern. Zijn carrière sloot hij na nog eens zes seizoenen af bij FC St. Gallen. In 2000 werd hij met deze ploeg kampioen.
Hij maakte in 1999 zijn debuut voor Zwitserland en speelde in totaal zes interlands waarin hij niet tot scoren kwam.
Na zijn spelersloopbaan werd hij in 2017 jeugdtrainer bij Grasshopper Club Zürich.

## Erelijst
- FC St. Gallen
  - Landskampioen: 2000